# Fosse de Sorol
La fosse de Sorol est une fosse océanique située dans l'Océan Pacifique. Cette faille divise la dorsale des Carolines en deux sections, la crête des îles Carolines au nord et le reste de la plaque des Carolines au sud. Elle est considérée comme un rift raté, c'est-à-dire que le processus n'a pas abouti à la formation de lithosphère océanique. Elle est la structure la plus importante de la plaque des Carolines. Elle est apparue il y a dix millions d'années à un moment où la lithosphère de la crête des Îles Carolines était jeune et faible,, par soulèvement en flexion de flancs de rift dû au déchargement mécanique de la lithosphère pendant l'extension. La topographie de la fosse de Sorol est très accidentée en raison de nombreux volcans qui se sont formés au cours de la phase de rifting. La faille est encore faiblement active.